# Canada Command
Canada Command (CANCOM) (französisch Commandement Canada) war eines der vier Oberkommandos der kanadischen Streitkräfte. Das Canada Command war zuständig für die Sicherheit Kanadas durch Routineaufgaben sowie speziellen Einsätzen, die der nationalen Sicherheit dient. Zu den einzelnen Aufgaben gehörten: Such-, Rettungskoordination, Luftraumüberwachung, Koordinierung der nationalen Sicherheit sowie Kontingentplanung. Canada Command nutzte dazu Kapazitäten der Teilstreitkräfte Royal Canadian Navy, Canadian Army und Royal Canadian Air Force. 2012 sind seine Aufgaben weitgehend an das Canadian Joint Operations Command übergegangen.

## Geschichte
Das Canada Command wurde am 1. Februar 2006, aufgrund von Restrukturierung der kanadischen Streitkräfte, aufgestellt. Davor gab es keine zentrale Koordinierungsstelle der drei Teilstreitkräfte der Army, Navy und Air Force. Der Nordamerikanische Eissturm 1998 und die Anschläge vom 11. September 2001 zeigten die Notwendigkeit der Effizienz der Streitkräfte sowie die Zusammenarbeit mit zivilen Sicherheits und Rettungseinheiten sowie mit den Vereinigten Staaten zu erhöhen. Seit der Aufstellung hatte das Canada Command mehrere humanitäre Einsätze in Neufundland, Quebec, Ontario und Manitoba.

## Aufgaben und Organisation
Canada Command’s Hauptaufgabe war es das Land vor potentiellen Gefahren zu schützen. Das Canada Command sorgte somit für eine schnelle Einsatzbereitschaft der Streitkräfte unter Berücksichtigung der vorhandenen Kapazitäten. Das Canada Command teilte sich weiterhin die Ressourcen mit dem Canadian Operational Support Command, Canadian Special Operations Forces Command und mit dem Canadian Expeditionary Force Command. Daneben verfügte das Canada Command über eine schnelle Verbindung zu weiteren staatlichen Stellen und Sicherheitskräften wie u. a. der Royal Canadian Mounted Police (RCMP). Des Weiteren arbeitete das Canada Command sehr eng mit dem United States Northern Command und dem North American Aerospace Defense Command zusammen.
Das Command war in zehn Unterorganisationen aufgegliedert. Darunter sind sechs Joint Task Forces (JTFs), drei Search and Rescue Regions (SRRs), sowie ein Canadian Forces Air Component Commander (CFACC), der für die Aufteilung der fliegerischen Einheiten zuständig ist und die Ressourcen für die (JTFs) plant. Canada Command untersteht dem Chief of the Defence Staff und wird von Lieutenant-General Walter Semianiw geführt.

### Aufgaben
Bei Naturkatastrophen oder Sicherheitsgefahren sind in der Regel die lokalen Sicherheitskräfte wie die örtliche Polizei oder bei Bedarf die kanadische Bundespolizei, die Royal Canadian Mounted Police (RCMP), sowie die lokalen Regierungen und Provinzregierungen zuständig. Die Provinzregierungen können jedoch unter Umständen die Bundesregierung um Hilfe bitten, um die Sicherheit wiederherzustellen. Die Provinzregierungen müssen jedoch eine Bitte an den Minister of Public Safety senden. Erst dann kann das Canada Command militärisches Personal in die Gebiete schicken, um die örtlichen Sicherheits- und Rettungskräfte zu unterstützen. Das Canada Command wird auch bei großen, länger andauernden Veranstaltungen eingesetzt, bei denen eine Gefahr für Anschläge oder Unruhen herrschen könnten. Das Canada Command war für die Sicherheit während der Olympischen Winterspiele 2010, dem G8-Gipfel in Huntsville 2010 und dem G20-Gipfel in Toronto 2010 zuständig.
Bei den Routineaufgaben koordiniert das Canada Command die Einsätze der Royal Canadian Mounted Police, Fisheries and Oceans, sowie der Kanadischen Küstenwache, die vor der Küste Kanadas patrouilliert, um Drogenschmuggel und illegale Einwanderung zu verhindern.

### Stationierungen Joint Task Force
Das Canada Command verfügte über sechs Joint Task Forces (JTF) Einheiten, die den Luftraum und die Landesgrenzen kontrollieren und die sich wie folgt aufteilten:
- Joint Task Force (North), stationiert in Yellowknife, Northwest Territories, umfasst die gesamten kanadischen Territorien nördlich des 60. Breitengrads: Yukon, Northwest Territories und Nunavut;
- Joint Task Force (Pacific), stationiert auf der CFB Esquimalt Navy Base in British Columbia umfasst die Provinz British Columbia, sowie die Küstenlinien.
- Joint Task Force (West), stationiert auf der CFB Edmonton Army Base in Alberta, umfasst die Gebiete im Westen, inklusive der Provinzen Alberta, Saskatchewan und Manitoba.
- Joint Task Force (Central), stationiert in Toronto, Ontario ist zuständig für die Provinz Ontario.
- Joint Task Force (East), stationiert in Montreal, Québec ist zuständig für die Provinz Québec.
- Joint Task Force (Atlantic), stationiert auf der CFB Halifax Navy Base in Nova Scotia ist zuständig für die Provinzen New Brunswick, Prince Edward Island, Nova Scotia, Newfoundland and Labrador und der angrenzenden Gewässern.
- Combined Force Air Component Commander (CFACC), befindet sich auf der CFB Winnipeg Air Base in Manitoba, ist zuständig für die Einteilung der materiellen und personellen Ressourcen.

### Stationierungen Search Rescue Regions
Die landesweite Search and Rescue (SAR) Einheiten in Kanada wurden durch das National Search and Rescue Secretariat in Zusammenarbeit mit anderen Stellen der kanadischen Streitkräfte betrieben. Das Canada Command hatte die Kontrolle über die folgenden Bereiche:
- JRCC Victoria, befindet sich auf der Navy Militärbasis CFB Esquimalt in British Columbia, ist zuständig für die Victoria Search and Rescue Region, inklusive British Columbia, Yukon und über 560.000 Quadratkilometer im Pazifischen Ozean.
- JRCC Trenton, befindet sich auf der Air Base CFB Trenton in Ontario und deckt ein Gebiet über 10.000.000 Quadratkilometer ab von Quebec City bis zu den Rocky Mountains und von der kanadisch-amerikanischen Grenze bis zum Nordpol. Des Weiteren befindet sich auf der Air Base das Canadian Mission Control Centre, von welchem das satellitenbasierende Cospas-Sarsat Notrufalarmsystem bedient.
- JRCC Halifax, befindet sich auf dem Navy Stützpunkt CFB Halifax in Nova Scotia, ist zuständig für die Halifax Search and Rescue Region und deckt ein Gebiet von 4.700.000 Quadratkilometer von Quebec City bis zu den östlichen Regionen inklusive alle vier Provinzen am Atlantik.